# 1997 BS6
1997 BS6 är en asteroid i huvudbältet som upptäcktes den 29 januari 1997 av de båda japanska astronomerna Takeshi Urata och Yoshisada Shimizu vid Nachi-Katsuura-observatoriet.
Asteroiden har en diameter på ungefär 3 kilometer.